# الانتخابات الرئاسية الأمريكية 1996
الانتخابات الرئاسية الأمريكية 1996 هي الانتخابات الرئاسية الأمريكية التي جرت في 5 نوفمبر 1996، لانتخاب رئيس الولايات المتحدة، فاز بالانتخابات بيل كلينتون، حصل على 47401185 صوت.

## المرشحين
| المرشح      | الحزب | عدد الأصوات |
| ----------- | ----- | ----------- |
| بيل كلينتون |       | 47,401,185  |
| بوب دول     |       | 39,197,469  |
| روس بيرو    |       | 8,085,294   |